# Realkasseneffekt
Der Realkasseneffekt räumt in der Volkswirtschaftslehre erstmals einen Einfluss monetärer Größen auf die Realwirtschaft ein und hebt das bis dahin gültige Dogma der Neutralität des Geldes und der Dichotomie (griech. Zweiteilung) zwischen dem realen und monetären Sektor der Ökonomie auf. Allerdings sollen sinkende Preise über diesen Realkasseneffekt die Güternachfrage beleben und steigende Preise die Güternachfrage dämpfen, was den von John Maynard Keynes vertretenen Positionen genau widerspricht.

## Grundlagen
Die Volkswirtschaftslehre hatte vor Keynes grundsätzlich jeden monetären Einfluss auf die Realwirtschaft abgestritten. Die umlaufende Geldmenge sollte einzig das Preisniveau beeinflussen, so dass auch allein über das Preisniveau eine Anpassung der Realkasse an die gewünschte Kassenhaltung hätte erfolgen müssen. Dieses Dogma war durch die Weltwirtschaftskrise und den Einfluss von Keynes unhaltbar geworden, so dass die bisherigen Vertreter der orthodoxen Lehre wie Arthur Cecil Pigou zwar einen monetären Einfluss auf die Realwirtschaft zugestehen mussten, dabei jedoch in Verbindung mit der Neoklassischen Synthese durch das IS-LM-Modell von John R. Hicks eine der Theorie von Keynes völlig entgegengesetzte monetäre Wirkung auf die Konjunktur konstruierten.
Während Keynes immer gegen eine Deflationspolitik argumentiert hatte und zur Überwindung der Weltwirtschaftskrise eine Reflation des Preisniveaus forderte, wurde mit dem Realkasseneffekt eine bei sinkenden Preisen steigende und bei steigenden Preisen sinkende Güternachfrage behauptet. Dabei stützt sich der Realkasseneffekt auf die Wertsteigerung der Realkasse bei Deflation und deren Wertverlust bei Inflation und lässt die Preisänderungen innerhalb verschiedener Sparten der Volkswirtschaft per Definition außer Betracht. Insofern bewirken die staatlichen Eingriffe im Sinne Keynes lediglich eine Umverteilung, bzw. Bevorzugung einzelner, durch die Geld-Erstausgabe politisch bevorzugter Sparten in der Volkswirtschaft (vergleiche Cantillon-Effekt). Gemäß Realkasseneffekt muss dies dann zu Lasten anderer Sparten gehen, die unter der durch die Geldinflation initiierten Teuerung leiden und sich regelmäßig in der Verbraucherpreisentwicklung (oder den Assetpreisen, Kosten der Altersvorsorge etc.) wiederfindet. Dieser Zusammenhang wird regelmäßig von den Vertretern der keynesianischen Volkswirtschaftslehre nicht untersucht, sondern lediglich über den Verbraucherpreisindex fälschlicherweise als „Inflationsrate“ gemessen oder mit unfundierter Begründung gar negiert (Krugman).

## Realkasseneffekt bei sinkendem Preisniveau
Das reale Geldvermögen kann sich durch ein Sinken des Preisniveaus bei gegebener nominaler Geldmenge erhöhen. Hierdurch wird die von Wirtschaftssubjekten gehaltene Transaktionskasse real betrachtet größer, als es für die geplanten Ausgaben notwendig wäre. Bemerken die Wirtschaftssubjekte den Anstieg ihrer realen Geldbestände, so werden sie ihre Güternachfrage ausdehnen. Im IS-LM-Modell verschieben sich die IS-Kurve durch die geringere Sparneigung und die LM-Kurve durch das real gestiegene Geldangebot nach rechts, Produktion und Einkommen steigen.

## Realkasseneffekt bei steigendem Preisniveau
Das reale Geldvermögen sinkt durch ein Steigen des Preisniveaus und die realen Kassenbestände fallen unter die gewünschte Kassenhaltung. Die Wirtschaftssubjekte schränken ihre Ausgaben ein, um wieder ihre gewünschte reale Kassenhaltung zu erreichen. Im IS-LM-Modell verschieben sich die IS-Kurve wegen der höheren Sparneigung und die LM-Kurve wegen des gesunkenen realen Geldangebots nach links, Produktion und Einkommen sinken.

## Anwendungen
Die sich durch den Realkasseneffekt ergebenden Veränderungen des Preisniveaus sind zentraler Bestandteil diverser wirtschaftswissenschaftlicher Modelle. Die Argumentation der folgenden Anwendungsbeispiele beruht unter anderem auf den vom Realkasseneffekt beschriebenen Preisniveauvariationen.

### Pigou-Effekt
Der Pigou-Effekt gleicht in seiner Wirkungsweise generell dem Realkasseneffekt, betont aber zusätzlich den Vermögenseffekt für die Halter der Staatsanleihen, bei denen durch ein rückläufiges Preisniveau das Gefühl entsteht, wohlhabender zu sein. Daher sinkt die Sparneigung und es erhöhen sich ihre Konsumausgaben; damit belebt die steigende Güternachfrage die Konjunktur in der Volkswirtschaft.
Wirkungskette des Pigou-Effekts
Preisniveau sinkt → Deflation → Kaufkraft von Geld und Staatsanleihen steigt → Güternachfrage steigt

### Keynes-Effekt
Der Keynes-Effekt (auch: Keynes-Zinssatzeffekt) ist ein indirekt wirkender Realkasseneffekt. Er beschreibt einen indirekt über den Marktzins am Wertpapiermarkt auf die Investition wirkenden Effekt auf die Güternachfrage. Durch die bei sinkenden Preisen überhöhte Kassenhaltung (Transaktions- und Spekulationskasse) steige die Nachfrage nach Wertpapieren, damit sinken die Zinsen und die Investitionen nehmen zu. Im IS-LM-Modell verschiebt sich die IS-Kurve nach rechts, Einkommen und Beschäftigung steigen. Die Benennung des Effektes nach Keynes stützt sich nur auf eine einmalige und noch im gleichen Absatz stark eingeschränkte Aussage, dass eine Herabsetzung von Löhnen und Preisen zu sinkenden nominalen Zinsen führen und die Investitionen begünstigen könne. Grundsätzlich war Keynes der Ansicht, dass Deflation negativ auf Konjunktur, Investitionen und Beschäftigung wirke.
Wirkungskette des Keynes-Effekts
Preisniveau sinkt → Sparneigung steigt → Marktzins sinkt → Investitionsnachfrage steigt
bzw.
Preisniveau steigt → Sparneigung sinkt → Marktzins steigt → Investitionsnachfrage sinkt

### Realkassenhaltungs- oder Patinkin-Effekt
Der Ansatz von Don Patinkin ist als erweiterter Realkasseneffekt oder Realkassenhaltungs-Effekt bekannt. Die reale Kassenhaltung wird nach einer Preisänderung durch steigende oder sinkende Ausgaben an die gewünschte Kassenhaltung angepasst. Sinkende Preise führen also durch die erhöhte Realkasse zu steigender Nachfrage nach Konsumgütern und Wertpapieren sowie vermehrten Investitionen. Dabei betrachtet Don Patinkin die Kassenhaltung unter dem Nutzenkonzept und es wird ein Gleichgewicht des Grenznutzens der Kassenhaltung mit dem Grenznutzen zusätzlichen Konsums oder Vermögensanlagen angestrebt.

## Kritik am Modell
Der Realkasseneffekt wird mitunter kritisch betrachtet, da mit jedem Geldvermögensbestand der Geldmengenaggregate M1, M2 usw. äquivalent ein Schuldenstand verbunden ist. Dementsprechend erhöht der Realkasseneffekt nicht nur Vermögensstände, sondern auch Verbindlichkeiten, so, dass sich die negativen und positiven Auswirkungen auf den Konsum ausgleichen. Dieses stellt die empirische Bedeutsamkeit des Realkasseneffektes in Frage.
Diese Kritik geht fehl, denn der Basisgeldmenge, die den Realkasseneffekt („real“) ausmacht,  steht kein Kredit gegenüber.
Weitere Kritik des Konzepts findet sich auch im Artikel zum Pigou-Effekt.